# Carlos Serrato
Carlos Humberto Serrato (Bogotá, 1964) es un reconocido actor colombiano, participó en la telenovela colombiana Yo soy Betty, la fea, con el personaje Gustavo Olarte. 

## Vida personal
Nació en Bogotá. Durante nueve años estudió teatro en diferentes escuelas de la capital. En 1985 viajó a Barcelona, España, donde estudió arte dramático en el Instituto del Teatro de Barcelona. Allí trabajó con el Centro Dramático de Barcelona en la obra de Cervantes El tirano blanco. Además estuvo en la Compañía del Instituto de la Ópera, como doble, y haciendo coreografías de batalla en el Teatro del Liceo, también de España.
A su regreso a Colombia se dedicó a recorrer todas las programadoras, pero ni siquiera su brillante hoja de vida los entusiasmó. Solo en Cenpro TV, Pepe Sánchez le brindó la oportunidad de hacer un pequeño personaje, 'Mamoncillo', que tan solo iba en dos capítulos de Espérame al final, pero gracias a su interpretación lo llevaron hasta el final de la serie.
Carlos es un soñador que anda en las nubes y está orgulloso de ser un colombiano ciento por ciento noble. Quiso ser actor desde los trece años y siempre anheló hacer cine. Pero cuando vino a Colombia 'a hacer cosas' se enfrentó a un medio que, según afirma, es neurotizante y no ofrece mayores oportunidades.
Aparte de la actuación, Carlos Serrato estudió una segunda profesión, la de quiromasajista, una ciencia que consiste en dar masajes al cuerpo mediante una técnica terapéutica

## Vida artística
Hace 18 años se lanzó a la aventura de estudiar teatro.
Tiene 36 y su carrera artística es la que le ha aportado solvencia económica y el reconocimiento del público, pues se ha destacado por su talento.
Ha trabajado en Jesucristo Superestrella, La Gaitana, Hombres, Irene y Simón, Perro amor, Dios se lo pague y en Yo soy Betty la fea. En cine, participó en la película Posición viciada. Le gusta leer, ver cine, viajar, aventurar y preocuparse por hacer bien su trabajo sin molestar a nadie. 
Interpreta a Olarte, el exvicepresidente financiero de Ecomoda, un tipo inseguro, deshonesto, estafador, sobornable
e inescrupuloso.

## Filmografía

### Televisión
- Paraíso blanco (2023) — Carlos Lehder[1]
- Noticia de un secuestro (2022) — Abogado Peña
- Hombres de Dios (2021) — Padre Valentino
- De brutas, nada 2 (2021) — Policía
- Una idea redonda (2019) — Conrado
- Distrito salvaje (2019) — Ingeniero Ramírez
- La cuadra (2019)
- El señor de los cielos (2018) — Onésimo Jaramillo 'El Mocho'
- Tarde lo conocí (2017-2018) — Remberto Infante
- Contra el tiempo (2016) — Coronel Humberto Mendieta
- Anónima (2015-2016) — Orlando Duarte
- La tusa (2015)
- Manual para ser feliz (2014)
- La playita (2014) — Científico (Ep: cobarde, cobarde)
- Mentiras perfectas (2013) — Mauricio Sáenz
- Reto de mujer (2013) — Saúl Chaparro
- Amo de casa (2013) — Javier Álvarez
- La Mariposa (2012) — Rogelio Ovalle
- El cartel: La guerra total (2010) — Doctor Rayo
- A corazón abierto (2010)
- El fantasma del Gran Hotel (2009) — Marco Arrieta
- Sin retorno (2009) — Fernando
- Los protegidos (2008) — Germán Pacheco
- Nuevo rico, nuevo pobre  (2007-2008) — Abogado Trujillo
- Tiempo final (2007) — Toto
- Hasta que la plata nos separe (2006-2007) — Ramiro Jiménez
- El baile de la vida (2005) — Empresario Ventura
- La saga, negocio de familia (2004-2005) — Roberto / Faryala
- La mujer en el espejo (2004-2005) — Julio Castañeda
- La viuda de la mafia (2004) — Abel Cruz
- Pasión de gavilanes (2003-2004) — Secuestrador
- Milagros de amor (2002)
- Alicia en el país de las mercancías (2000)
- Brujeres (2000)
- Yo soy Betty, la fea (1999-2001) — Gustavo Olarte
- Perro amor (1998) — Ángel Santana
- Dios se lo pague (1998) —
- Los pícaros del Calvario (1996)
- Hombres (1996)
- De pies a cabeza (1994)
- Caballos de fuego (1994)
- Café, con aroma de mujer (1994)
- Detrás de un ángel (1993)
- Espérame al final (1992)
- Ya semos europeos (1988)
- España en movimiento (1988)

## Cine
- El extraño caso del vampiro vegetariano - Dir. Luis Ernesto Arocha, David Covo Camacho - 2017
- Mamá tomate la sopa - Dir. Mario Rivero - 2011
- El paseo - Dir. Harold Trompetero - Dago Producciones - 2010
- Locos - Dir. Harold Trompetero - Colombia - 2010
- Del amor y otros demonıos - Dir. Hilda Hidalgo - Cartagena - 2007
- Polvo de ángel - Dir. Oscar Blancarte - México DF - 2005
- Al final del espectro - Dir. Juan Felipe Orozco - Colombia - 2005
- Los actores del conflıcto - Dir. Lizandro Duque - 2004
- La esquina - Dir. Dago García - 2004
- Bogotá 2016 -  Dir. Alessandro Basile - 2001
- El Reıno de los Cıelos - Dir. Alessandro Basile - Cartagena - 2001
- Los niños invısıbles - Dir. Lizandro Duque - Colombia - 2000
- Zappıng - Dir. Alessandro Basile - Colombia - 2000
- Posicıón vıcıada - Dir. Ricardo Coral- Dorado - Colombia - 1996
- Coeur Caraıbe - Largometraje francés - Dir. Paolo Barzam - 1997
- Nunca estás en casa - Dir. Alejandro Bonette - España - 1990

## Teatro
- Estimulación temprana - Dir. Rafael Cardozo - Bogotá - 2011
- Hamlet - Dir. Martin Acosta - Bogotá, Guanajuato, Nueva york - 2006  2007
- Kabaret - Compañía de Teatro CAR - Bogotá - 1999
- Cómo nacieron las telenovelas - Bogotá - 1997
- Infantiladas - Teatro Libre Bogotá de Bogotá, Armenia, Manizales - 1995
- Préstame tu marido - Dir. Alejandro González Puche - Teatro Nacional - 1995
- La Gaitana - Compañía El Eslabón Perdido - Bogotá - 1992
- Mascarada Medieval - Compañía La Burbuja - Barcelona - 1990
- Sol Niger - Performance  Compañía Atanor Danza - Participación Especial - Barcelona - 1990
- El sueño de una noche de verano - Dir. Andrés Leparsky - Barcelona - 1989
- El Capote - Dir. Pawel Rouba - Wiesbaden, Alemania  Barcelona - 1988
- Tirant Ho Blanc de Joanot Martorell - Dir. Pawel Rouba - Compañía Centro Dramático de Barcelona - Teatro Romea - Barcelona - 1988
- Canavaggios - Dir. Carlo Bosso - Pamplona, Navarra - 1987
- Los fusiles de la Madre Carrar - Dir. Lucila Maqueira - Madrid - 1985
- Chirimias y Pantomimas - Compañía Gritapuahy de Bogotá - Teatro Cultural. Manizales - Gira Nacional - 1984 -1985
- Construcción - Chico Buarque - Dir. Julio Ferro - Bogotá - 1984

### Ópera
- Jesucristo Superestrella - Producciones, Estación Central - Teatro Libre de Bogotá - 1993
- Don Carlo de Giuseppe Verdi - Actor Especialista - Gran Teatro del Liceo de Barcelona - 1988
- Los maestros cantores de Núremberg - Gran Teatro del Liceo de Barcelona - 1988

## Premios y nominaciones

### Premios India Catalina
| Año  | Categoría                                               | Telenovela o Serie | Resultado |
| ---- | ------------------------------------------------------- | ------------------ | --------- |
| 2014 | Mejor actor antagónico de telenovela, serie o miniserie | Mentiras perfectas | Ganador   |